# Cinéma
『cinéma』（シネマ）は、岩崎宏美の16枚目のオリジナル・アルバム。1985年11月21日発売。発売元はビクター音楽産業。
規格品番は、SJX-30283（レコード）、VDR-1111（CD）。

## 概要
映画のタイトルを捩ったもの、女優の名前をタイトルに入れたものなど、映画にちなんだ楽曲を中心に収録したコンセプトアルバムである。デビュー前の久保田利伸が作曲を手掛けた37枚目のシングル曲「月光」を収録。全曲の作詞を松井五郎が、作曲4曲を含む全ての編曲を元スペクトラムの奥慶一が担当している。
この年のオリジナル・アルバム発売は本作が2枚目だったが、年2枚のリリースは1982年以来3年ぶりとなった。
2007年に紙ジャケット仕様で復刻された際には、日本テレビ『火曜サスペンス劇場』の主題歌で12インチ盤で発売された38枚目のシングル「25時の愛の歌」（1985年12月16日）と、過去のヒット曲（B面に収録の2曲を含む）のオリジナル・カラオケ8曲がボーナス・トラックとして追加収録され『Cinéma+9』としてリリースされた。

## 収録曲

### オリジナル盤

#### Side A
- 全曲作詞：松井五郎 / 編曲：奥慶一

1. 星に願いを
作曲：山川恵津子
2. 慕情
作曲：奥慶一
3. そのとき彼女はジーンセバーグ
作曲：奥慶一
4. ジェラシーの鍵貸します
作曲：中崎英也
5. シンデレラ・ラッシュアワー
作曲：中崎英也
6. chapter Ⅱ
作曲：山川恵津子

#### Side B
1. 月光
作曲：久保田利伸
  - 37枚目のシングルA面曲。
2. 夏の手紙は書かないで
作曲：山川恵津子
3. 一夜の恋
作曲：奥慶一
4. クローズ・アップ
作曲：奥慶一
  - シングル「月光」のB面曲。
5. さよならは2度ベルを鳴らす
作曲：奥慶一

### CD（2007年盤）
1. 星に願いを
2. 慕情
3. そのとき彼女はジーンセバーグ
4. ジェラシーの鍵貸します
5. シンデレラ・ラッシュアワー
6. chapter Ⅱ
7. 月光
8. 夏の手紙は書かないで
9. 一夜の恋
10. クローズ・アップ
11. さよならは2度ベルを鳴らす

#### ボーナス・トラック
1. 25時の愛の歌
作詞：山川啓介 / 作曲・編曲：木森敏之
  - 12インチ盤として発売された38枚目のシングル。
2. 未来（オリジナル・カラオケ）
作曲・編曲：筒美京平
3. 夏からのメッセージ（オリジナル・カラオケ）
作曲・編曲：筒美京平
4. 霧のめぐり逢い（オリジナル・カラオケ）
作曲・編曲：筒美京平
5. 感傷時代（オリジナル・カラオケ）
作曲・編曲：筒美京平
6. ドリーム（オリジナル・カラオケ）
作曲・編曲：筒美京平
7. 想い出の樹の下で（オリジナル・カラオケ）
作曲・編曲：筒美京平
8. 悲恋白書（オリジナル・カラオケ）
作曲：大野克夫 / 編曲：萩田光雄
9. 熱帯魚（オリジナル・カラオケ）
作曲・編曲：川口真